# Dors
Dors (en francès Dours) és un municipi francès situat al departament dels Alts Pirineus i a la regió d'Occitània. Limita al nord-oest amb Tostac, al nord amb Rabastens de Bigòrra i Los Condaus, al nord-est amb Lescurri, a l'oest amb Aurensan i Shins, a l'est amb Lo Casterar, Soriac i Loït, al sud-oest amb Orleish i Tarba, al sud amb Sabalòs i Auliac Devath i al sud-est amb Còllongas i Poiastruc.

## Demografia
| Evolució de la població |      |      |      |      |      |      |      |      |
| 1793                    | 1800 | 1806 | 1821 | 1831 | 1836 | 1841 | 1846 | 1851 |
| 210                     | 191  | 157  | 240  | 220  | 256  | 272  | 265  | 275  |

| 1856 | 1861 | 1866 | 1872 | 1876 | 1881 | 1886 | 1891 | 1896 |
| ---- | ---- | ---- | ---- | ---- | ---- | ---- | ---- | ---- |
| 271  | 250  | 250  | -    | 214  | 204  | 200  | 194  | 190  |

| 1901 | 1906 | 1911 | 1921 | 1926 | 1931 | 1936 | 1946 | 1954 |
| ---- | ---- | ---- | ---- | ---- | ---- | ---- | ---- | ---- |
| 178  | 175  | 153  | 150  | 147  | 152  | 146  | 145  | 157  |

| 1962 | 1968 | 1975 | 1982 | 1990 | 1999 | 2006 | 2011 | 2016 |
| ---- | ---- | ---- | ---- | ---- | ---- | ---- | ---- | ---- |
| 170  | 173  | 141  | 143  | 141  | 183  | -    | -    | -    |

| 2019 | - | - | - | - | - | - | - | - |
| ---- | - | - | - | - | - | - | - | - |
| -    | - | - | - | - | - | - | - | - |

## Administració
| Període | Identitat           | Partit |
| ------- | ------------------- | ------ |
| 2001-   | Yves François Bruno |        |